# Wilhelm Cuntz
Wilhelm Cuntz (* 24. Mai 1849 in Hochheim am Main; † 23. Juni 1909 in Wiesbaden) war ein deutscher Mediziner.

## Werdegang
Cuntz wurde als Sohn eines Hof- und Appellationsgerichtsrat geboren. Er besuchte das Königliche Gelehrtengymnasium in Wiesbaden. Im Anschluss studierte er Medizin. Nach seiner Approbation 1873 ließ er sich in Wiesbaden als praktischer Arzt nieder.
Er erwarb sich fachlichen Ruf für die Behandlung innerer Krankheiten und große Verdienste bei der Einführung einer Schularzt-Organisation.
1905 erbaute er das heutige Kulturdenkmal in der Bierstadter Str. 9a, sowie 1906 das Kulturdenkmal in der Bierstadter Str. 9 in Wiesbaden.

## Nachkommen
Sein Sohn war der Mediziner Wilhelm Cuntz (* 1888 in Wiesbaden; † 1957). Ihm wurde 1952 für seine Verdienste um die Organisation der Ärzteschaft als Vorsitzender der Kassenärztlichen Vereinigung in Wiesbaden, der er von 1945 bis 1956 war, das Bundesverdienstkreuz verliehen.